# Natan (futebolista)
Natan Carneiro de Lima, conhecido como Natan (Pé de Serra, 8 de novembro de 1990), é um futebolista brasileiro que atua como meia. Atualmente, defende o Vitória da Conquista.

## Carreira

### Santa Cruz
Foi levado para a base do Santa Cruz vindo da base do Cruzeiro-BA, ele é conhecido por muita velocidade, agilidade, bastante drible e objetividade e também pelo histórico de lesões. Em 2014 foi sondado pelo rival Sport, mas o clube não quis pagar sua multa de 6 milhões de reais. Participou da ressurreição das cinzas do Santa Cruz, participando do tri-campeonato pernambucano e do título brasileiro da Série C 2013. Fez 100 jogos com a camisa do Santa Cruz em partida válida da Série B de 2014 pela 33ª rodada na derrota pelo América de Natal por 1x0 na Arena Pernambuco. No dia 1 de janeiro de 2015, resolveu rescindir o contrato com o Santa Cruz.

### Criciúma
No dia 5 de fevereiro de 2015, posou com a camisa do Criciúma. O Criciúma já o tinha tentado contratar no começo do ano de 2015, mas na segunda tentativa acabou acertando com o jogador.
Natan não renova contrato com o Criciúma e deixa o clube no dia 3 de abril de 2016.

### Cuiabá
No dia 31 de maio de 2016 acerta com o Cuiabá.

### Volta ao Santa Cruz
No dia 18 de setembro de 2017 é anunciado pelo Santa Cruz como reforço para o restante da Série B, é a volta dele, que sempre foi considerado como uma joia da base do clube.

### Sergipe
No dia 6 de fevereiro de 2018 é anunciado como reforço do Sergipe.

### Decisão
No dia 19 de julho de 2018 é anunciado como reforço do Decisão para a disputa da Série A2 do Pernambucano.

## Títulos
Santa Cruz
- Copa Pernambuco: 2009, 2010
- Campeonato Pernambucano: 2011, 2012, 2013
- Campeonato Brasileiro de Futebol - Série C : 2013

Cuiabá
- Campeonato Mato-Grossense: 2017